# Cyclotosaurus
Cyclotosaurus es un género extinto de temnospóndilos que vivieron a finales del período Triásico en lo que hoy es Groenlandia, Alemania, Inglaterra, Rusia, Sudáfrica, Estados Unidos y Tailandia. Las especies de este género eran depredadores de grandes dimensiones (aproximadamente 3 metros), las cuales se caracterizaban por tener una cabeza grande de forma vagamente triangular, dotada de una serie de dientes afilados. El cráneo y el cuerpo eran bastante aplastados como consecuencia de una vida acuática.